# Sita

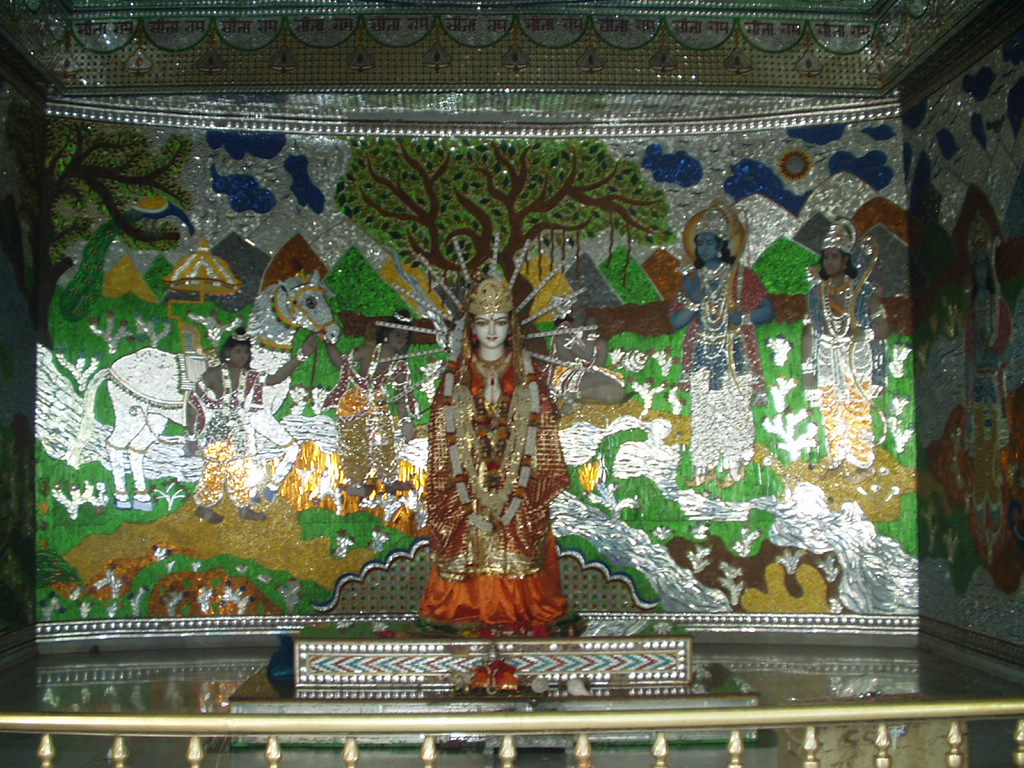
Sita Marhi

Sita är inom hinduismen en inkarnation av gudinnan Lakshmi. Hon är hustru till Rama, som är en inkarnation av Vishnu. 
Enligt mytologin var Sita en prinsessa i kungariket Videha på norra Gangesslätten i nuvarande Bihar. Hon bortrövades av Ravana men återfördes av sin make Rama. Efter detta ändrades deras förhållande. Rama ville inte längre ha henne som hustru då han ansåg att hennes fångenskap under en annan man kunde skada hans rykte. Sita bevisade då sin oskuld genom ett eldtest som hon klarade och Rama tog henne tillbaka. Därefter spreds ändå rykten om att Sita varit otrogen och då blev hon förskjuten av Rama. Sita anklagade sig själv men hon kunde inte leva med förnedringen så hon bad Moder Jord att ta henne tillbaka. Sitas död ledde i sin tur till Ramas beslut att återvända till gudarnas skara. 
I de vediska texterna får Sita inget stort utrymme. Där har hon endast en biroll som fruktbarhetsgudinna. Det är i Ramayana som Sita får stort utrymme och ses som en viktig gestalt i den hinduiska föreställningsvärlden.
Sita kallas ”Plogfåran” men hon ses idag som den ideala hustrun då hon representerar pativrata (”hon som är hängiven sin herre”). Inom den hinduiska mytologin är det just Sita som fått störst genomslagskraft som exempel på den goda hustrun. Hon är ödmjuk, självuppoffrande och hon månar om makens välgång samtidigt som hon dyrkar honom som gud.